# Guardians of Ga'Hoole: To Be a King
 Guardians of Ga'Hoole: To Be a King  è un romanzo fantasy per ragazzi del 2006 di Kathryn Lasky. È l'undicesimo libri della collana de I guardiani di Ga'Hoole e il terzo e ultimo capitolo della saga delle Leggende di Ga'Hoole. È il seguito de Guardians of Ga'Hoole: The Coming of Hoole. In Italia è ancora inedito.

## Trama
Nel prologo, la Banda si sente sconvolta dalla dichiarazione di Coryn sul ritorno del nachtmagen e presto si rendono conto che Ezylryb, col suo ultimo respiro, voleva metterli in guardia. Dopodiché, iniziano a leggere la terza e ultima leggenda: Essere un Re.
Dopo gli eventi dell'ultimo libro, Hoole e i suoi compagni tornano all'albero magico, che chiamano il Grande Albero di Ga’Hoole. Hoole cerca di adattarsi alla vita da re, ma trova difficoltà quando nessuno dei suoi vecchi amici lo tratta come un normale gufo. Alla convocazione del primo Parlamento, Hoole fonda i primi Stormi e i primi Guardiani di Ga'Hoole. Nel frattempo, negli Stretti Glaciali, Kreeth consegna un pulcino a Pleek e Ygryk, che chiamano Lutta. All'inizio, il pulcino sembra un normale gufo virginiano, ma presto Kreeth rivela di aver usato la sua magia per trasformarlo in mutaforma, cosa che inorridisce e disgusta entrambi i suoi genitori. Alla fine, Pleek e Ygryk abbandonano Lutta alle cure di Kreeth, che le insegna a volare, tenendo d’occhio la sua mutazione.
Al Grande Albero, Joss mette al corrente Hoole su cosa sta succedendo a nord e del fatto che Strix Emerilla è scomparsa. Hoole decide di ribaltare le sorti della guerra con nuovi alleati e creare una rete di spie, gufi bardi e orsi polari. Theo vola via per contattare Svenka e informarla della morte di Siv. Hoole vola via con la Rosa delle Nevi, travestita da gufo bardo, per raccogliere notizie dal sud e sogna Strix Emerilla e gli hagdemon. Dopo questo, scopre che Berwyck si trova da qualche parte vicino a Velargento.
Theo torna alla sua casa natale e scopre che suo padre, Hakon, è stato ucciso da Shadyk, il fratello psicopatico di Theo, che ha preso il controllo del Palazzo di Ghiaccio e si sta alleando con gli hagdemon per essere incoronato re. Strix Emerilla, che è sopravvissuta e ora lavora lì, progetta di ucciderlo. I due gufi scappano in tempo per avvertire Hoole.
Nel frattempo, Hoole recluta dei meta-lupi per combattere contro gli hagdemon, poiché la luce verde dei loro occhi è in grado di combattere il loro fyngrot, ma Fengo viene ucciso da un hagdemon. Al ritorno di Hoole, Lutta, istruita da Kreeth, ha assunto le sembianze di Emerilla per impersonarla e rubare la Brace, ma con suo grande sgomento, sviluppa dei sentimenti per Hoole. Quando cerca di riportare la brace a Kreeth, l’hagdemon si rende conto che è un falso.
Infine, durante la Lunga Notte, arriva la battaglia finale con Hoole, i gufi Guardiani e i meta-lupi contro gli hagdemon e i gufi di Lord Arrin. Kreeth viene uccisa da Duncan MacDuncan, Lutta viene uccisa da Strix Strumajen dopo aver capito che l'impostora non era sua figlia, ed Emerilla viene salvata. Finalmente vincitore, Hoole siede sul trono di suo padre, restaurando il regno. Hoole ed Emerilla diventano compagni e vivono per molti anni prima che Hoole restituisca finalmente la Brace ai vulcani, sapendo che un barbagianni sarebbe venuto a prenderla.
Tornati al presente, il barbagianni si rivela essere Coryn, che crede che la Brace sia troppo pericolosa da conservare e debba essere restituita, ma la Banda lo convince del contrario. Twilight crede che il nachtmagen se ne sia andato, essendo morto l'ultimo hagdemon, ma Coryn e Soren capiscono che Nyra è una di loro.